# Dell River
Der Dell, schottisch-gälisch Abhainn Dhail, ist ein Bach auf der schottischen Hebrideninsel Lewis and Harris.

## Beschreibung
Der Dell entsteht durch den Zusammenfluss der Bäche Feadan Iosdail und dem Abfluss aus Loch Hatravat rund zwei Kilometer südwestlich der Wüstung Cuiashader. Er fließt neun Kilometer in vornehmlich nordwestlicher Richtung ab und mündet bei Aird Dell in den Atlantik. Entlang seines Laufs durch eine praktisch unbesiedelte und torfige Region im Nordwesten von Lewis nimmt er verschiedene Bäche auf. Kurz vor seiner Mündung trennt er die Ortschaften South Dell und North Dell voneinander. Bei Dell überspannt die A857 den Bach. Ein kurzes Stück flussabwärts steht die denkmalgeschützte Dell Mill.

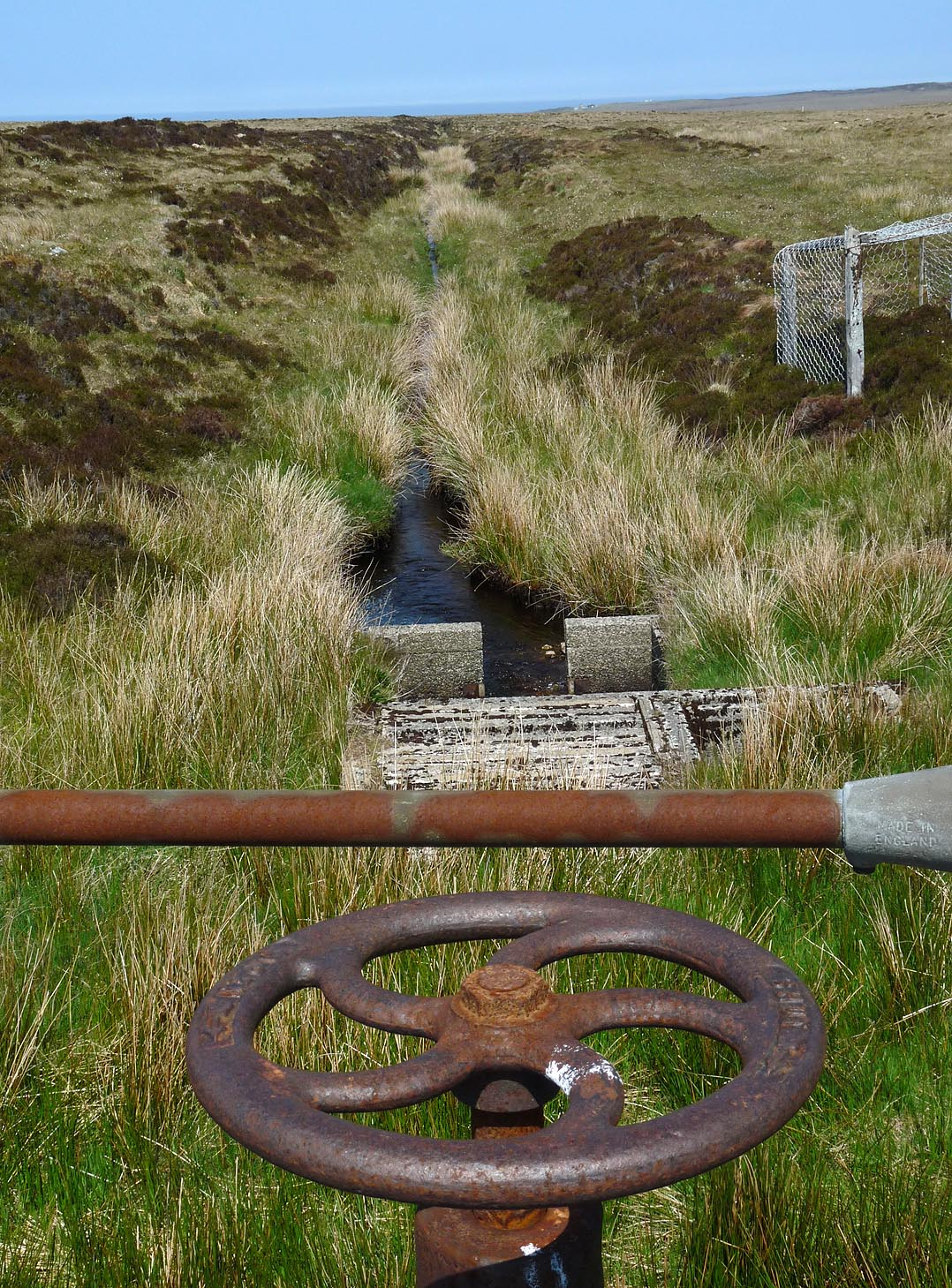
Abfluss eines Quellbaches aus dem aufgestauten Loch Hatravat
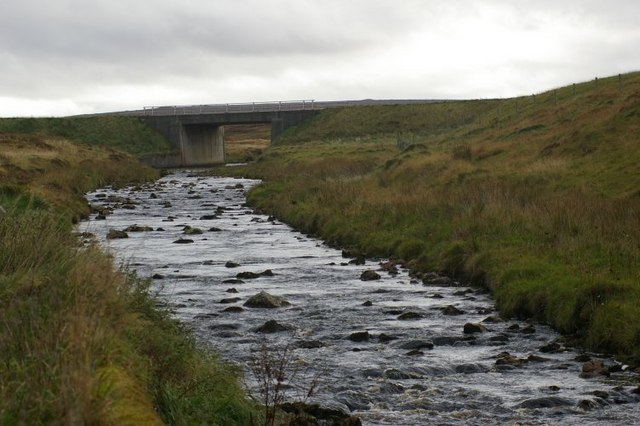
Querung der A857
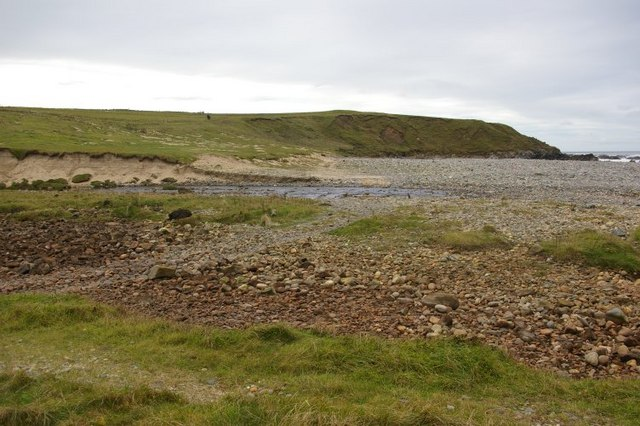
Mündung in den Atlantik